# Buckibrotica
Buckibrotica là một chi bọ cánh cứng trong họ Chrysomelidae.
Chi này được Bechyne & Bechyne miêu tả khoa học năm 1969.

## Các loài
Chi này gồm các loài:
- Buckibrotica cinctipennis (Baly, 1886)